# Stephanie Brown (képregény)
Találat, valódi nevén Stephanie Brown egy kitalált szereplő, szuperhős a DC Comics képregényeiben. A szereplőt Chuck Dixon és Tom Lyle alkotta meg. Első megjelenése a Detective Comics 647. számában volt, 1992 szeptemberében.
Stephanie Brown először Találat néven tevékenykedett mint bűnüldöző, majd miután barátja, Tim Drake ideiglenesen szögre akasztotta Robin álarcát ő vette fel azt és lett Batman társa egy rövid időre.

## Külső hivatkozások
- GirlWonder.org Host of "Project Girl Wonder"
- Stephanie Brown Wikia
- Spoiler at the Unofficial Guide to the DC Universe